# Спартиаты
Спартиаты (др.-греч. Σπαρτιᾶται), или гомеи (ὅμοιοι или ὁμοῖοι, буквально «равные») — господствующее сословие в Спарте, которое охватывало мужчин, обладавших полными гражданскими правами.
Около 1000 года до н. э. доряне завоевали Спарту и составили (образовали) настоящее господствующее сословие спартиатов победителей. Спартиаты представляли собой сословие профессиональных воинов, для которых военная служба была единственной обязанностью. Зарождение сословия приходится на время реформ Ликурга в VIII в. до н. э., заложивших основы Спартанского государства. Спартиаты обязаны были отправлять военную службу с 20 лет до 60, а с 18 лет до 20 лет они несли, по всей вероятности, своего рода внутреннюю полицейскую службу. Помимо их, в Спартанском государстве были другие жители третьего и второго класса — гелоты или илоты (рабы) и периэки (лично свободные и пользовавшиеся поземельной собственностью и самоуправлением граждан Лаконики), с другой стороны, спартиаты отличались от лакедемонян, под которыми подразумевались все свободные жители Лаконики, в противоположность жителям других государств Греции.

## Уклад спартиатов
Для воспитания граждан была создана всеобщая воспитательная система — агогэ. Все мальчики из семей граждан с семилетнего возраста попадали в закрытые полувоенные школы — агелы, где обучались до 18—20 лет. Основное внимание при обучении уделялось физической подготовке, военному делу и идеологии. Условия были весьма суровы, недостаток питания и комфорта должны были приучить юношей к лишениям, связанным с военной службой. Наставники поощряли соперничество и соревнования между обучающимися, выявляя таким образом потенциальных лидеров.
Никто не мог стать гражданином, не пройдя обучение в агеле. Исключениями являются спартанские цари (не обязанные проходить такое обучение) и историк Хилон, получивший гражданство за величайшие заслуги перед Спартой. Закончив обучение, спартанец получал гражданские права и становился членом сисситии. Однако он по-прежнему находился под контролем воспитателей и старших товарищей по сисситии. Лишь достигнув 30 лет, спартиат получал право на частную жизнь и мог покинуть казарму. Однако и здесь он не мог быть полностью свободен: гражданин должен был иметь семью и детей, холостяки и бездетные сурово порицались.
Военная служба была главной и безусловной обязанностью граждан, она же была единственной возможностью выдвинуться и занять более заметное общественное положение. Все другие занятия, кроме связанных с войной, были запрещены или считались неподобающими гражданину.
Гражданин, достигший возраста 60 лет и добившийся уважения в обществе, мог быть избран в герусию — совет старейшин.

## Место в структуре общества
В военно-аристократическом государстве Спарты спартиаты являлись правящим сословием. Однако сами они — в силу своей немногочисленности и необходимости поддерживать функционирование государства — были далеко не свободны в своих занятиях: вся их жизнь с детства и до старости строго регламентировалась законами и обычаями, а обязанности, возложенные на них, должны были выполняться неукоснительно, под страхом изгнания или лишения гражданства.

## Упадок спартиатов
К V—IV вв. до н. э. сословие стало приходить в упадок. Его численность сильно сократилась из-за множества войн, в которые была вовлечена Спарта, а низкая рождаемость (из-за поздних браков и замкнутости сословия) не могла возместить потери. Кроме того, в ходе завоевательных войн спартанцы познакомились с образом жизни окружающих народов. Роскошь, удобства и свобода жизни произвели на них впечатление, и ликурговы установления, несколько сотен лет державшие Спарту в экономической и идеологической изоляции, стали постепенно забываться.
Поражение Спарты в битве при Левктрах нанесло непоправимый ущерб численности спартиатов и положило конец гегемонии Спарты в Элладе, а последовавший захват Эпаминондом Фиванским Мессении — земли́, принадлежавшей спартиатским родам, — стал сильным ударом по спартанской экономике. Спарта из могущественного государства, распространявшего своё влияние на всю Элладу, превратилась в силу локального значения. Военное сословие потеряло своё значение, и Спарта перешла от профессиональной армии к армии-ополчению, такой же, как у других греческих полисов.